# المعز علی
المعز علی زین العابدین محمد عبدالله‎ معروف به المعز علی (زادهٔ ۱۹ اوت ۱۹۹۶) بازیکن فوتبال اهل کشور سودان است که اکنون در باشگاه ورزشی الدحیل و تیم ملی فوتبال قطر توپ می‌زند. المعز علی یکی از اعضای تیم ملی قطر است که قهرمان جام ملت‌های آسیا ۲۰۱۹ شد، جایی که او ۹ گل به ثمر رساند. وی همچنین رکورد بیشترین گل زده در جام ملت‌های آسیا را در اختیار دارد. او در آکادمی اسپایر رشد کرد.

## باشگاهی
از باشگاه‌هایی که در آن بازی کرده است می‌توان به الدحیل و اوپن اشاره کرد.

## تیم ملی
وی همچنین در تیم‌های ملی فوتبال زیر ۱۹ سال قطر، زیر ۲۰ سال قطر و زیر ۲۳ سال قطر بازی کرده است. المعز علی در سال ۲۰۱۴، بخشی از تیم زیر ۱۹ سال قطر بود که قهرمان مسابقات قهرمانی زیر ۱۹ سال آسیا در سال ۲۰۱۴ شد. در ۸ آگوست ۲۰۱۶، المعز علی اولین بازی رسمی خود را برای برای تیم ملی بزرگسالان قطر به عنوان بازیکن تعویضی در پیروزی ۲–۱ مقابل عراق انجام داد. علاوه بر این، او در مسابقات قهرمانی زیر ۲۳ سال آسیا ۲۰۱۸ با شش گل بهترین گلزن مسابقات بود و نقش مهمی در رده‌بندی رتبه سوم قطر داشت. المعز علی برای تیم ملی قطر در جام ملت‌های آسیا ۲۰۱۹ انتخاب شد و در اولین بازی مرحله گروهی تیمش مقابل لبنان به گل رسید. وی در بازی بعدی مقابل کره شمالی، چهار گل در مدت زمان ۵۱ دقیقه به ثمر رساند و درخشش فوق‌العاده از خود نشان داد. وی در فینال جام ملت‌های آسیا در مقابل ژاپن یک گل قیچی برگردان به ثمره رسانید و باعث قهرمانی قطر در آسیا شد.

## افتخارات

### باشگاهی

#### الدحیل
- قهرمان لیگ ستارگان قطر: ۱۷–۲۰۱۶، ۱۸–۲۰۱۷

### ملی

#### زیر ۱۹ سال قطر
- مسابقات فوتبال زیر ۱۹ سال آسیا: ۲۰۱۴

#### قطر
- قهرمان جام ملت‌های آسیا: ۲۰۱۹
- قهرمان جام ملت‌های آسیا:۲۰۲۳
- قهرمانی فوتبال غرب آسیا: ۲۰۱۴

### فردی
- آقای گل جام ملت‌های آسیا ۲۰۱۹: (۹ گل)[۶]
- بهترین بازیکن جام ملت‌های آسیا ۲۰۱۹[۶]
- آقای گل جام طلایی کونکاکاف ۲۰۲۱: (۴ گل)
- بهترین بازیکن جام طلایی کونکاکاف ۲۰۲۱
- بهترین مهاجم دهه آسیا به انتخاب فدراسیون بین‌المللی تاریخ و آمار فوتبال: ۲۰۱۱–۲۰۲۰

## گل‌های ملی
| تعداد | تاریخ           | میزبان                                      | تیم رقیب          | گل زده | نتیجه نهایی | رقابت                                            |
| ----- | --------------- | ------------------------------------------- | ----------------- | ------ | ----------- | ------------------------------------------------ |
| ۱     | ۵ اکتبر ۲۰۱۷    | ورزشگاه جاسم بن حمد، دوحه، قطر              | سنگاپور           | ۰-۱    | ۱–۳         | بازی دوستانه                                     |
| ۲     | ۵ اکتبر ۲۰۱۷    | ورزشگاه جاسم بن حمد، دوحه، قطر              | سنگاپور           | ۰-۲    | ۱–۳         | بازی دوستانه                                     |
| ۳     | ۱۴ دسامبر ۲۰۱۷  | ورزشگاه حمد بن خلیفه، دوحه، قطر             | لیختن‌اشتاین       | ۰-۱    | ۲–۱         | بازی دوستانه                                     |
| ۴     | ۲۳ دسامبر ۲۰۱۷  | ورزشگاه باشگاه ورزشی الکویت، شهر کویت، کویت | یمن               | ۰-۳    | ۰–۴         | بیست و سومین جام خلیج فارس                       |
| ۵     | ۲۶ دسامبر ۲۰۱۷  | ورزشگاه باشگاه ورزشی الکویت، شهر کویت، کویت | عراق              | ۰-۱    | ۲–۱         | بیست و سومین جام خلیج فارس                       |
| ۶     | ۷ سپتامبر ۲۰۱۸  | ورزشگاه بین‌المللی خلیفه، دوحه، قطر          | چین               | ۰-۱    | ۰–۱         | بازی دوستانه                                     |
| ۷     | ۱۱ سپتامبر ۲۰۱۸ | ورزشگاه بین‌المللی خلیفه، دوحه، قطر          | فلسطین            | ۰-۱    | ۰–۳         | بازی دوستانه                                     |
| ۸     | ۱۲ اکتبر ۲۰۱۸   | ورزشگاه جاسم بن حمد، دوحه، قطر              | اکوادور           | ۰-۲    | ۳–۴         | بازی دوستانه                                     |
| ۹     | ۱۲ اکتبر ۲۰۱۸   | ورزشگاه جاسم بن حمد، دوحه، قطر              | اکوادور           | ۱-۴    | ۳–۴         | بازی دوستانه                                     |
| ۱۰    | ۲۳ دسامبر ۲۰۱۸  | ورزشگاه بین‌المللی خلیفه، دوحه، قطر          | اردن              | ۰-۱    | ۰–۲         | بازی دوستانه                                     |
| ۱۱    | ۹ ژانویه ۲۰۱۹   | ورزشگاه هزاع بن زاید، العین، امارات         | لبنان             | ۰-۲    | ۰–۲         | جام ملت‌های آسیا ۲۰۱۹                             |
| ۱۲    | ۱۳ ژانویه ۲۰۱۹  | ورزشگاه خلیفه بن زاید، العین، امارات        | کرهٔ شمالی         | ۰-۱    | ۰–۶         | جام ملت‌های آسیا ۲۰۱۹                             |
| ۱۳    | ۱۳ ژانویه ۲۰۱۹  | ورزشگاه خلیفه بن زاید، العین، امارات        | کرهٔ شمالی         | ۰-۲    | ۰–۶         | جام ملت‌های آسیا ۲۰۱۹                             |
| ۱۴    | ۱۳ ژانویه ۲۰۱۹  | ورزشگاه خلیفه بن زاید، العین، امارات        | کرهٔ شمالی         | ۰-۴    | ۰–۶         | جام ملت‌های آسیا ۲۰۱۹                             |
| ۱۵    | ۱۳ ژانویه ۲۰۱۹  | ورزشگاه خلیفه بن زاید، العین، امارات        | کرهٔ شمالی         | ۰-۵    | ۰–۶         | جام ملت‌های آسیا ۲۰۱۹                             |
| ۱۶    | ۱۷ ژانویه ۲۰۱۹  | ورزشگاه اسپورت سیتی زاید، ابوظبی، امارات    | عربستان سعودی     | ۰-۱    | ۰–۲         | جام ملت‌های آسیا ۲۰۱۹                             |
| ۱۷    | ۱۷ ژانویه ۲۰۱۹  | ورزشگاه اسپورت سیتی زاید، ابوظبی، امارات    | عربستان سعودی     | ۰-۲    | ۰–۲         | جام ملت‌های آسیا ۲۰۱۹                             |
| ۱۸    | ۲۹ ژانویه ۲۰۱۹  | ورزشگاه محمد بن زاید، ابوظبی، امارات        | امارات متحدهٔ عربی | ۰-۲    | ۰–۴         | جام ملت‌های آسیا ۲۰۱۹                             |
| ۱۹    | ۱ فوریه ۲۰۱۹    | ورزشگاه محمد بن زاید، ابوظبی، امارات        | ژاپن              | ۰-۱    | ۱–۳         | جام ملت‌های آسیا ۲۰۱۹                             |
| ۲۰    | ۱۶ ژوئن ۲۰۱۹    | ورزشگاه ماراکانا، ریو دو ژانیرو، برزیل      | پاراگوئه          | ۲-۱    | ۲–۲         | کوپا آمریکا ۲۰۱۹ گروه بی                         |
| ۲۱    | ۵ سپتامبر ۲۰۱۹  | ورزشگاه جاسم بن حمد، دوحه، قطر              | افغانستان         | ۰-۱    | ۰–۶         | مقدماتی جام جهانی فوتبال ۲۰۲۲ (آسیا) – مرحله دوم |
| ۲۲    | ۵ سپتامبر ۲۰۱۹  | ورزشگاه جاسم بن حمد، دوحه، قطر              | افغانستان         | ۰-۲    | ۰–۶         | مقدماتی جام جهانی فوتبال ۲۰۲۲ (آسیا) – مرحله دوم |
| ۲۳    | ۵ سپتامبر ۲۰۱۹  | ورزشگاه جاسم بن حمد، دوحه، قطر              | افغانستان         | ۰-۵    | ۰–۶         | مقدماتی جام جهانی فوتبال ۲۰۲۲ (آسیا) – مرحله دوم |
| ۲۴    | ۱۶ اکتبر ۲۰۱۹   | ورزشگاه الجنوب، الوکره (شهر), قطر           | عمان              | ۱-۲    | ۱–۲         | مقدماتی جام جهانی فوتبال ۲۰۲۲ (آسیا) – مرحله دوم |
| ۲۵    | ۲۹ نوامبر ۲۰۱۹  | ورزشگاه بین‌المللی خلیفه، دوحه، قطر          | یمن               | ۰-۳    | ۰–۶         | بیست و چهارمین جام خلیج فارس                     |